# Е
Е, е — літера абеток на кириличній основі, в українській сьома за ліком.

## Історія
Походить від букви  («єсть») церковнослов'янської абетки. До одного з варіантів цієї літери сходить і сучасна є. У глаголиці мала накреслення . Кирилична е створена за зразком літери Ε, ε («епсилон») візантійського уніціалу.
Числове значення в кириличній цифірі 5, у глаголичній — 6.
Сучасна форма накреслення веде початок від «гражданського шрифту», де її було запроваджено замість церковнослов'янської.

## Вживання
Є в усіх абетках, створених на кириличній графічній основі.

### В українській мові
У сучасній українській мові нею позначають голосний звук переднього ряду середнього підняття. У наголошеній позиції вимовляється як [ɛ] (мед, темно), а в ненаголошеній — як звук [e], близький до [ɪ] (веселий — весело, село — села). Приголосні перед е не пом'якшуються. Для передачі м'якості приголосного перед [ɛ] ([e]) використовують літеру «є».
У морфологічній парадигмі е може чергуватися з і (камені — камінь, каміння; матері — матір, матір'ю; село — сіл): це явище пов'язане з процесом ікавізму.

#### Інше вживання
Нині використовується також при класифікаційних позначеннях і означає «сьомий» (до введення в абетку літери ґ мало значення «шостий»): пункт «е» розділу 2. При цифровій нумерації може вживатися як додаткова диференційна ознака, коли низка предметів має такий самий номер: шифр № 8-е і подібних.

### В інших абетках
У російській мові е позначає переважно йотований звук [je]. Існує багато слів-винятків (переважно пізніх запозичень), де е читається згідно з орфоепічною нормою як [e]: адекватный, альтернатива, анестезия, артерия, атеист, ателье, безе, бижутерия, бизнес, бутерброд, гофре, грейпфрут, гротеск, каре, пюре, регби, сеттер, шимпанзе, эссе; а також у багатьох неслов'янських власних іменах (Вольтер, Грей, Рей тощо).

## Таблиця кодів

Літера — Е

| Кодування    | Регістр | Десятковий код | 16-ковий код | Вісімковий код | Двійковий код     |
| ------------ | ------- | -------------- | ------------ | -------------- | ----------------- |
| Юнікод       | Велика  | 1045           | 0415         | 002025         | 00000100 00010101 |
| Юнікод       | Мала    | 1077           | 0435         | 002065         | 00000100 00110101 |
| ISO 8859-5   | Велика  | 181            | B5           | 265            | 10110101          |
| ISO 8859-5   | Мала    | 213            | D5           | 325            | 11010101          |
| KOI-8        | Велика  | 229            | E5           | 345            | 11100101          |
| KOI-8        | Мала    | 197            | C5           | 305            | 11000101          |
| Windows-1251 | Велика  | 197            | C5           | 305            | 11000101          |
| Windows-1251 | Мала    | 229            | E5           | 345            | 11100101          |